# Stanislaus Kobierski
Stanislaus «Tau» Kobierski (Düsseldorf, 15 de noviembre de 1910-ibídem, 18 de noviembre de 1972) fue un jugador y entrenador de fútbol alemán. En su etapa como jugador profesional se desempeñaba como delantero.

## Biografía
Sus padres eran polacos católicos de la entonces ciudad prusiana de Posen. Al final de la Segunda Guerra Mundial, fue capturado por los soviéticos. Regresó a su país natal a fines de la década de 1940.

## Selección nacional
Fue internacional con la selección alemana en 26 ocasiones y convirtió 9 goles. En 1934, marcó el primer gol de Alemania en Copas del Mundo. El equipo teutón terminó en el tercer lugar de aquella edición.

### Participaciones en Copas del Mundo
| Mundial                        | Sede   | Resultado    | Partidos | Goles |
| ------------------------------ | ------ | ------------ | -------- | ----- |
| Copa Mundial de Fútbol de 1934 | Italia | Tercer lugar | 3        | 1     |

### Participaciones en Juegos Olímpicos
| Olimpiada                       | Sede          | Resultado        | Partidos | Goles |
| ------------------------------- | ------------- | ---------------- | -------- | ----- |
| Juegos Olímpicos de Berlín 1936 | Alemania nazi | Cuartos de final | 0        | 0     |

## Clubes

### Como jugador
| Club               | País                | Año       |
| ------------------ | ------------------- | --------- |
| Schwarz-Weiß 06    | República de Weimar | 1929-1932 |
| Fortuna Düsseldorf | Alemania nazi       | 1932-1940 |
| SGO Warschau       | Alemania nazi       | 1940      |
| PSV Berlin         | Alemania nazi       | ¿-?       |
| Fortuna Düsseldorf | Alemania ocupada    | 1948-1949 |

### Como entrenador
| Club             | País             | Año    |
| ---------------- | ---------------- | ------ |
| SV Baesweiler 09 | Alemania Federal | 1953-? |

## Palmarés

### Campeonatos regionales
| Título              | Club               | País          | Año  |
| ------------------- | ------------------ | ------------- | ---- |
| Gauliga Berg-Mark   | Fortuna Düsseldorf | Alemania nazi | 1933 |
| Gauliga Niederrhein | Fortuna Düsseldorf | Alemania nazi | 1936 |
| Gauliga Niederrhein | Fortuna Düsseldorf | Alemania nazi | 1937 |
| Gauliga Niederrhein | Fortuna Düsseldorf | Alemania nazi | 1938 |
| Gauliga Niederrhein | Fortuna Düsseldorf | Alemania nazi | 1939 |
| Gauliga Niederrhein | Fortuna Düsseldorf | Alemania nazi | 1940 |

### Campeonatos nacionales
| Título            | Club               | País          | Año  |
| ----------------- | ------------------ | ------------- | ---- |
| Campeonato alemán | Fortuna Düsseldorf | Alemania nazi | 1933 |